# Discovery 1

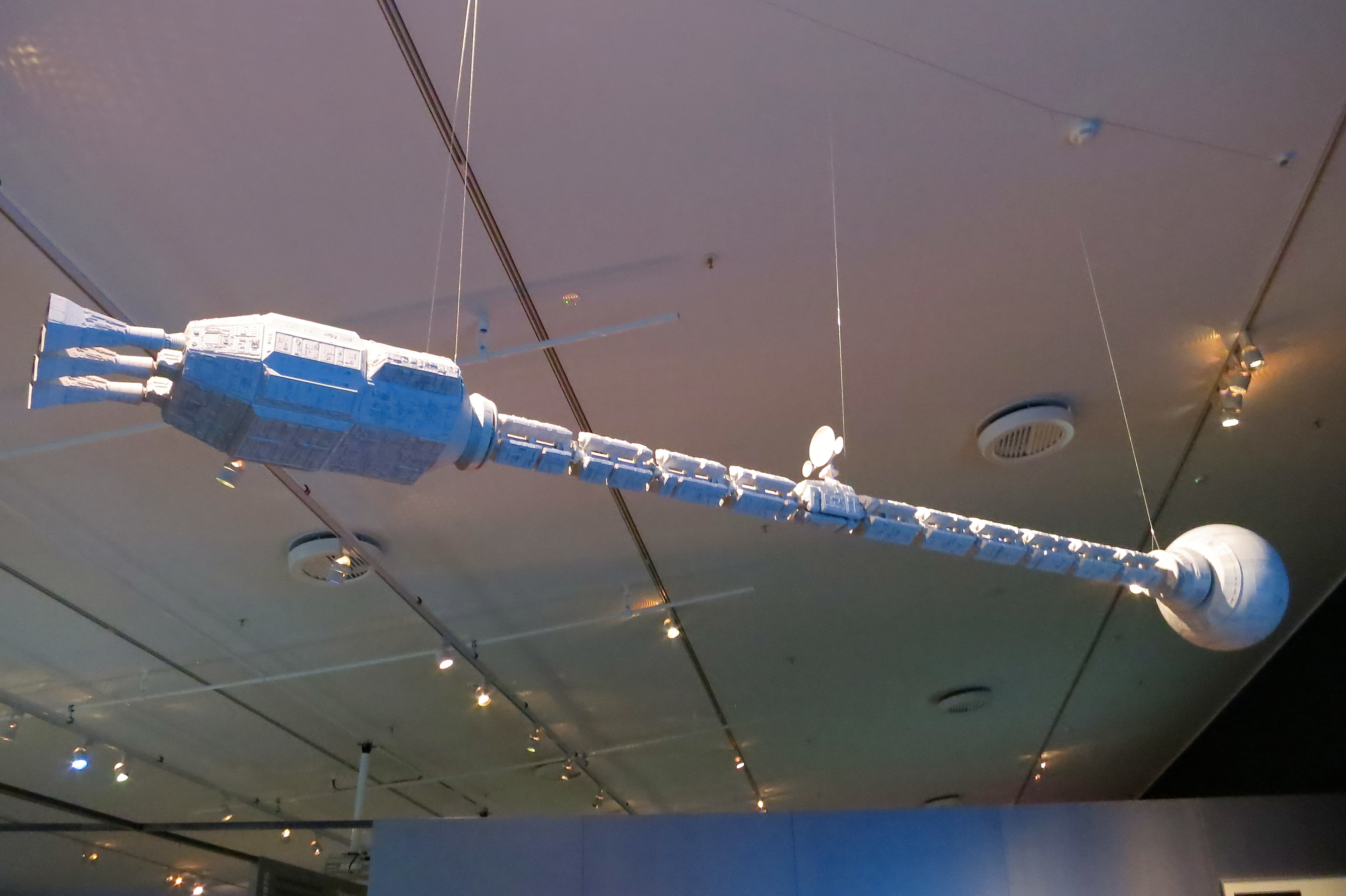
Maqueta del Discovery 1

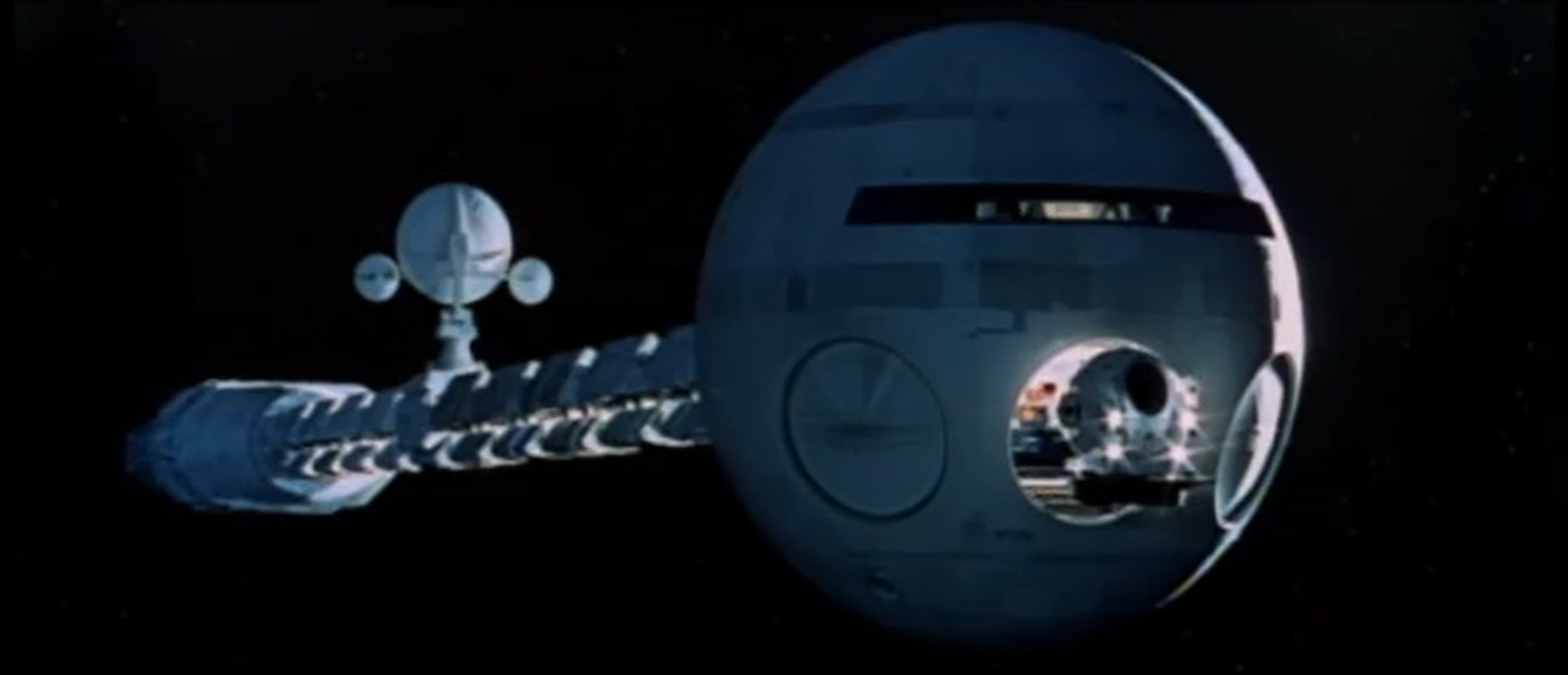
Fotograma que exhibe la nave Discovery 1 y una de sus cápsulas EVA saliendo del hangar.

Discovery 1 es una nave espacial de ciencia ficción que aparece en la película 2001: Una odisea del espacio de Stanley Kubrick, así como en la saga de novelas Odisea espacial de Arthur C. Clarke. El Discovery 1 es una gran nave espacial interplanetaria de propulsión nuclear.

## Especificaciones
- Nombre oficial: USSC Discovery One
- Número de registro "USSA": XD-1 (X-ray Delta One)
- Longitud: 140,1 m
- Ancho: 16,7 m
- Alto: 17 m
- Diámetro del módulo de comando: 16,5 m
- Longitud del módulo del reactor: 32,2 m
- Ancho del módulo del reactor: 8,8 m
- Masa: 5.440 t
- Soporte de vida: (dos hombres, fuera de animación suspendida): 90 meses

- Tipo de motor: sistema Cavradyne de propulsión a Plasma (Seis motores)- Combustible de Amoniaco líquido- Placas deflectoras de reacción- Máxima fuerza de empuje 280,000 kgf (2,75 MN).

- Computadora: HAL 9000 Logic Memory System (terminado el 12 de enero de 1992 en la planta H.A.L. en Urbana (Illinois).)

- Sistema de Animación Suspendida: Meditech 712-R Hibernacula (3 Centrifuge, 5 Medical Level)

- Vehículo EVA: Grumman DC-3 EVA Pod (3)

- Características de las bahías EVA: plataforma giratoria, motor de extensión, extensión de plataforma, compuerta exterior de casco, gabinete de trajes espaciales. Sistema de pruebas con dos pantallas LCD y una terminal HAL 9000. Dos tubos de oxígeno de emergencia grandes, nueve tubos de oxígeno de emergencia pequeños. Consola de interruptores de circuito. Control manual de la estación, con una terminal HAL 9000, seis pantallas LCD y un sistema de control completo.

- Características de la cubierta EVA: escotilla de emergencia, bahía de almacenaje del trazado de circuitos, dos tanques de agua, cuarto de equipo de mantenimiento, refugio de emergencia y gabinete de trajes espaciales, baterías de emergencia y bono apto para gravedad cero.

- Cabina: tipo rotor-magnético centrifugo, de 11,6 metros de diámetro, velocidad de rotación: 3 RPM. Estaciones de control en cabina: 12 pantallas interfaz HAL 9000/módulo de comunicaciones, estación de monitoreo del reactor nuclear, control remoto de sondas, estación de mapeo por radar, control de clima, estaciones de monitores del sistema de animación suspendida.

- Características de la cabina: módulo sanitario (ducha, lavamanos, sistema de reciclado de agua), tres Meditech 712-R Hibernacula, estación de bronceado, baño, tres paneles de interruptores. Un gabinete de trajes espaciales de emergencia, dos gabinetes para multipropósito, tres gabinetes para indumentaria.

- Cockpit: dos asientos para el comandante de misión y comandante segundo. Panel de control y un rango completo de instrumentos de control. Dos grupos de cuatro pantallas LCD y un sensor visual de HAL.

- Puente de mando: el puente de mando incluye el cockpit, el laboratorio astronómico cero-g, el laboratorio de ciencias cero-g, dos tanques de agua, seis unidades de recarga para trajes espaciales, una unidad de prelanzado para el personal, un cuarto de interruptores y un baño cero-g. El puente de mando también incluye todos los sistemas de HAL 9000.

- HAL 9000: centro de memoria, unidad de poder auxiliar, sistema de regulación climático de la computadora, centro de control de sistemas autónomos y sistema de control del reactor.

- Thrusters: ocho Mk 114 en el módulo de mando de 720 kgf (7,1 kN) cada uno, dos delante y dos detrás del módulo del reactor. Nueve Mk29 propulsores vernier; en grupos de tres alrededor de la tobera de cada motor Cavradyne, de 1600 kgf (15,7 kN) cada uno. Ocho propulsores de corrección de medio curso (cuatro en cada TJI montaje de propulsión). Cuatro cohetes de escape de emergencia alrededor del módulo de mando.

- Complejo central de comunicaciones: el Complejo central de comunicaciones del Discovery, está montado encima del séptimo módulo de combustible después de la sección de comando. La antena principal de comunicaciones mide 4,13 m de diámetro. Las antenas de telemetría miden 1,26 m de diámetro. El sistema de antenas completo puede rotar 360 grados o reclinarse cualquier ángulo entre 0 y 285 grados.

- Equipamiento adicional: una antena para comunicaciones de emergencia, del alrededor de la mitad del tamaño de la antena principal, almacenada debajo de la cubierta expulsable en la parte superior del módulo de mando. Cuatro sondas (dos atmosféricas, dos de aterrizaje de control remoto) y el sistema de telescopios almacenado debajo de la cubierta expulsable en la parte inferior del módulo de mando.

- Soporte estructural: el módulo del reactor del Discovery se encuentra acoplado al último módulo de combustible por cuatro cierres reforzados de acople. Doce unidades de juntura reforzadas a lo largo de la espina dorsal proporcionan soporte adicional. La espina y el módulo del reactor son sostenidos en su lugar por seis cierres que atracan en la placa de empalme de junturas. El montaje entero de la espina y el reactor se puede desacoplar en una emergencia por ocho pernos explosivos de separación instalados en la placa empalme. Finalmente, el sistema de propulsión de emergencia puede ser completamente desacoplado usando un anillo de dieciséis pernos explosivos instalados en anillo alrededor de la sección delantera del EPS. No existe capacidad de atraque para el re-ensamblaje de estos módulos.

## Tripulación
- David Bowman (Comandante de misión)
- Frank Poole (Comandante segundo)
- Victor Kaminsky (Comandante de análisis joviano)
- Jack Kimball (Geofísico)
- Charles Hunter (Astrofísico)

- Datos: Q3030246
- Multimedia: Discovery One / Q3030246